# القبة الخضراء

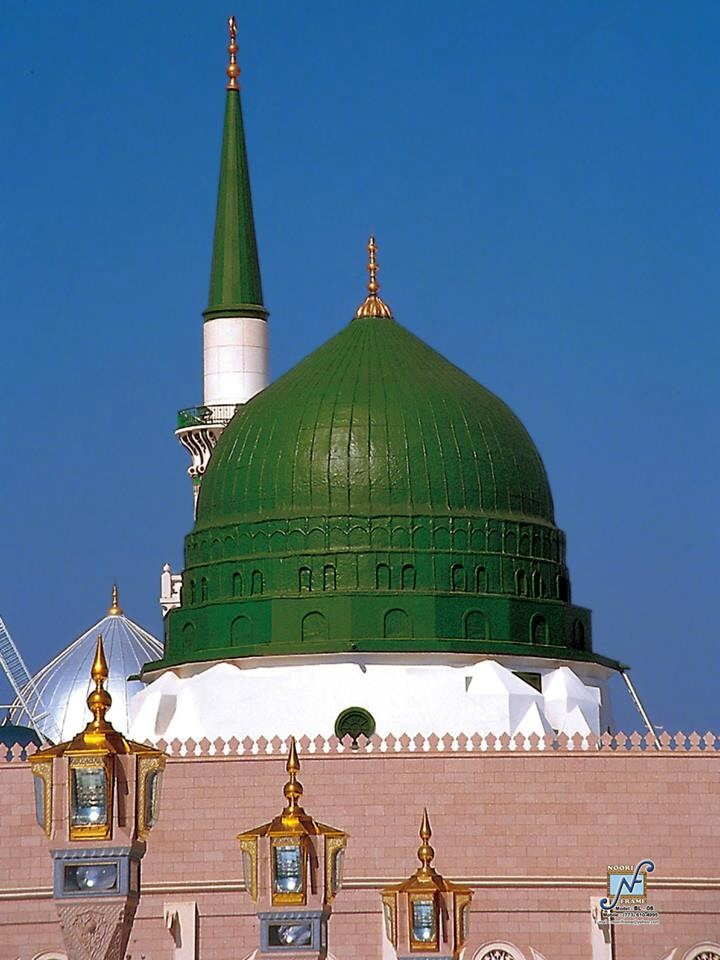
القبة الخضراء كما تظهر من خارج المسجد النبوي

القبة الخضراء أو القبة الفيحاء، وعرفت قديمًا بالزرقاء والبيضاء، وهي القبّة المبنية على الحجرة النبوية الموجودة داخل المسجد النبوي في المدينة المنورة.

## تاريخ بنائها
بنيت القبة الخضراء في أيام الملك قلاوون الصالحي عام 678 هـ وكانت مربعة من أسفلها مثمنة من أعلاها وكانت بالخشب على رؤوس الأساطين المحيطة بالحجرة وسمر فوق الخشب ألواح من الرصاص عن الأمطار وفوقها ثوب من المشمع. ثم جددت القبة في عهد السلطان حسن بن محمد بن قلاوون ثم اختلت ألواح الرصاص عن موضعها فجددت هذه الألواح وأحكمت مرة أخرى عام 765 هـ على عهد السلطان شعبان بن حسن بن محمد. ثم حصل بها خلل وأصلحت زمن السلطان قايتباي سنة 881 هـ.
وفي عهد السلطان قايتباي عام 886 هـ حدث الحريق الثاني للحرم فأمر بتجديد بناء الحرم ومن ضمنه القبة الخشبية عام 887 هـ فجددت القبة وأسست لها دعائم عظيمة في أرض المسجد النبوي، وبنيت بالآجر بارتفاع متناهٍ، وزخرف بأحجار منحوتة من الحجارة السوداء وجعل ارتفاعها 18 ذراع (8.88 متر) ثم بنى فوقها قبة أخرى تحويها وأحكمت الحجارة بالجبس الذي حمل من مصر ولم يكن معروفا في الحجاز في ذلك الوقت. وقد حصل بين الجدار الشرقي للمسجد وبين الدعائم ضيق، هدم جدار المسجد الشرقي وزحف به إلى البلاط ناحية «مصلى الجنائز» بمقدار ذراع ونصف (74 سم). ولم يسقط شيء من حريق القبة على الحجرة النبوية فقد كانت القبة الصغرى (الداخلية) التي بناها السلطان قايتباي مانعة لذلك. بعد ما تم بناء القبة تشققت من أعاليها، ولمل لم يجد الترميم فيها، أمر السلطان قايتباي بهدم أعاليها وأعيدت مُحكمة البناء بالجبس الأبيض، اعدت محكمة سنة 892 هـ.
وفي عهد السلطان الغازي محمود العثماني تشققت القبة العليا فأمر بهدم أعاليها وإعادة بناءها. وجعلوا أثناء العمل حاجزا خشبيا بين القبتين حتى لا يطلع العمال على قبر النبي محمد، ولا يسقط على القبة الأساسية شيء. ولم يشعر الناس بالمضايقة لأن البنائين اتخذوا سقالات من خارج الحرم. واشترك بالبناء معظم أهل المدينة تبركًا ولم يمانع السلطان وقتئذ. وفي نهاية العمل حضر السلطان إلى المدينة لمشاهدة الإنجاز.
بعد عدة قرون، ظهرت شقوق في أعلى القبة زمن السلطان عبد الحميد الثاني، فأصدر أمره بتجديدها، فهدموا أعاليها وأعادوها في غاية الإحكام والإتقان. وفي سنة 1253 هـ صدر أمر السلطان عبد الحميد الثاني بصبغ القبة باللون الأخضر بدلاً من الأزرق، فكان هو أول من صبغها بالأخضر، ثم لم يزل يجدد صبغها بالأخضر كلما احتاجت لذلك. وفي العهد السعودي في زمن عبد العزيز آل سعود أمر بإصلاح بعض القشور والتشققات من داخل الحجرة النبوية، وتم ذلك ليلاً.

## الشباك الذي في القبة
أما الشباك الذي في القبة فهو موازي للشباك الذي في القبة الداخلية ويقع فوق قبر النبي محمد. وقد كان خدم الحرم يفتحونه يوم صلاة الاستسقاء، يروى ابن حجر العسقلاني عن هذا الشباك فيقول: «قحط أهل المدينة قحطا شديدا فشكوا إلى عائشة فقالت انظروا قبر النبي صلى الله عليه وسلم فاجعلوا منه كوى إلى السماء حتى لا يكون بينه وبين السماء سقف ففعلوا فمطروا مطرا حتى نبت العشب وسمنت الإبل حتى تفتقت من الشحم فسمي عام الفتق».
وجاء في كتاب نزهة الناظرين للسيد جعفر برزنجي نقلاً عن زين الدين المراغي: «وفتح كوة عند الجدب سُنَّة أهل المدينة حتى الآن يفتحون كوة في أسفل قبة الحجرة المقدسة (القبة الداخلية) يفتحونها من جهة القبلة وإن كان السقف حائلاً بين القبر الشريف وبين السماء». وقال السيد السمهودي : «ثم أن الشجاعي شاهين الجمالي لما بنى أعالي القبة الخضراء اتخذ في ذلك كوة عليها شباك حديد ثم فتح كوة في محاذاتها بالقبة السفلى المتخدة بدل سقف الحجرة الشريفة وجعل على هذه الكوة شبّاكًا أيضًا وجعل على هذا الشباك بابًا يفتح عن الاستسقاء للجدب أي فليس بالقبة (الداخلية السفلى) فتحة غير الكوة المذكورة»

## معارضي القبة
عارض السلفيين منذ ظهورها في القرن الثاني عشر الهجري بناء القبب على القبور، فهدمت كل القبب التي كانت موجودة على قبور الصحابة وآل البيت في البقيع، كما ودعت إلى هدم القبة الخضراء وإعادة بناء المسجد النبوي كما كان في عصر النبوة، حيث قبر الرسول الذي في حجرة السيدة عائشة لا يكون جزء من المسجد، حيث يقول مقبل بن هادي الوادعي: «وبعد هذا لا أخالك تردد في أنه يجب على المسلمين إعادة المسجد النبوي كما كان في عصر النبوة من الجهة الشرقية، حتى لا يكون القبر داخلاً في المسجد، وأنه يجب عليهم إزالة تلك القبة التي أصبح كثير من القبوريين يحتجون بها...فجدير بنا معشر المسلمين أن نعمد إلى تلك القباب المشيدة على القبور فنجتثها من على الأرض».
قال صالح بن مقبل العصيمي: «إن استمرارَ هذه القبةِ على مدى ثمانيةِ قرونٍ لا يعني أنها أصبحت جائزة، ولا يعني أن السكوتَ عنها إقرارٌ لها، أو دليلٌ على جوازها، بل يجبُ على ولاةِ المسلمين إزالتها، وإعادة الوضع إلى ما كان عليه في عهدِ النبوةِ، وإزالة القبةِ والزخارفِ والنقوشِ التي في المساجدِ، وعلى رأسها المسجدُ النبوي، ما لم يترتب على ذلك فتنةٌ أكبر منه، فإن ترتبَ عليه فتنةٌ أكبر، فلولي الأمرِ التريث مع العزمِ على استغلالِ الفرصة متى سنحت».